# Robert Herjavec
Robert Herjavec (Varaždin, 14. rujna 1962.), hrvatsko-kanadski poduzetnik, ulagač, publicist i televizijska ličnost. Rođeni Varaždinac, u mladosti odlazi u Halifax raditi na obiteljskom gospodarstvu da bi na Sveučilištu u Torontu diplomirao političke znanosti i anglistiku čime je utro put svojoj uspješnoj karijeri.
Poduzetničku karijeru započeo je kao filmski redatelj i producent, da bi dogurao do mjesta glavnog menadžera u IBM-ovim tvrtkama kćerima. Osnivanjem vlastite tvrtke BRAK Systems za pružanje usluga osiguranja na međumrežju i izradu softwarea postiže veliki tržišni uspjeh koji je okrunio prodajom tvrtke u vrijednosti većoj od 30 milijuna USD-a. Na temelju njegova poslovnoga uspjeha velike televizijske kuće, kanadski CBS i američki ABC snimili su televizijske serijale u kojima su utjelovili njegov lik.
Autor je više knjiga u kojima progovara o vlastitom poslovnom uspjehu i poduzetničkom iskustvu. Osnivač je grupacije Herjavec Inc. te se u novije vrijeme bavi IT industrijom. Iz dva braka ima petero djece. Bogatstvo mu se procijenjuje na oko 200 milijuna dolara.